# Ruta Nacional 55 (Colombia)
La Ruta Nacional 55 es una ruta troncal nacional que inicia en Bogotá (específicamente sobre la Carrera Séptima con calle 236) y finaliza en el Puente Internacional Pedro de Hevia sobre el río Guanumito en la frontera con Venezuela. Se conoce como la Troncal Central del Norte según Decreto 1735 de 2001. 
En la Resolución 3700 de 1995 se establecieron 5 tramos que finalizaban en el sitio La Lejía (municipio de Pamplona), pero la Resolución 5471 de 1999 la amplía hasta el Puente Internacional Pedro de Hevia en el municipio de Puerto Santander. La ruta cuenta con una extensión aproximada de 603.31 kilómetros en su mayor parte pavimentados, excepto por unos 68 km entre los municipios de Chitagá y Cerrito. Permite comunicar la Capital de la República con la región boyacense, los Santanderes y con Venezuela. 
Goza de doble calzada entre Bogotá, Tunja y la Y de Tibasosa, a cargo de la Concesión Accenorte (Óvalo La Caro - Tunja - Tibasosa). La velocidad máxima es de 120 km por hora, quedando el tiempo de recorrido en el tramo Bogotá - Tunja en una hora y media (90 minutos).
Asimismo, se tiene planeado implementar una doble calzada entre Pamplona y Cúcuta en el departamento de Norte de Santander como parte de la doble calzada Bogotá-Tunja-Cúcuta implementada por el Gobierno Nacional para mejorar la infraestructura vial. Igualmente, se adecuará la ruta donde se pavimentarán y se adecuarán la vía de la Troncal Central del Norte como alternativa para el acceso entre la Capital y Tunja con Cúcuta y Venezuela.

## Descripción de la Ruta
La Ruta posee una longitud total de 850,74 km. aproximadamente dividida de la siguiente manera:
La ruta estaba dividida de la siguiente manera:

### Ruta Actual[2]
| Código | Tipo     | Recorrido                                                       | Clasificación SINC                                                  | PR Inicial | PR Final | Longitud km. |
| ------ | -------- | --------------------------------------------------------------- | ------------------------------------------------------------------- | ---------- | -------- | ------------ |
| 5501   | Tramo    | Bogotá D.C. - La Caro - Tunja                                   | Troncal Central del Norte                                           | 0+0000     | 120+0000 | 120,01       |
| 5502   | Tramo    | Tunja - Duitama                                                 | Troncal Central del Norte                                           | 0+0000     | 47+0730  | 47,73        |
| 5503   | Tramo    | Duitama - La Palmera                                            | Troncal Central del Norte                                           | 0+0000     | 134+0193 | 134,19       |
| 5504   | Tramo    | La Palmera - Presidente                                         | Troncal Central del Norte                                           | 0+0000     | 102+0210 | 102,21       |
| 5505   | Tramo    | Presidente - Pamplona - Cúcuta                                  | Troncal Central del Norte                                           | 0+0000     | 140+0000 | 140,00       |
| 5507   | Tramo    | Cúcuta - Puerto Santander - Puente Internacional Pedro de Hevia | Troncal Central del Norte                                           | 0+0000     | 53+0758  | 53,76        |
| 55BY11 | Ramal    | Santa Rosita - Onzaga                                           | Transversal San Gil - Mogotes - La Rosita                           | 0+0000     | 32+0000  | 32,00        |
| 55BYA  | Variante | Variante de Tunja                                               | Troncal Central del Norte                                           | 0+0000     | 16+0300  | 16,30        |
| 55CN01 | Ramal    | Briceño - Zipaquirá                                             | Conexión Troncal Central del Norte con Troncal Central              | 0+0000     | 9+0200   | 9,20         |
| 55CN03 | Ramal    | Cruce Ruta 55 (Desviación del Sisga) - Cruce Ruta 56            | Conexión Troncal Central del Norte - Troncal Villagarzon - Saravena | 0+0000     | 6+0194   | 6,19         |
| 55CNC  | Variante | Variante de Tocancipá                                           | Troncal Central del Norte                                           | 0+0000     | 5+0000   | 5,00         |
| 55CND  | Variante | Variante Briceño                                                | Troncal Central del Norte                                           | 0+0000     | 2+0106   | 2,11         |
| 55NS08 | Ramal    | San Cayetano - Cornejo                                          | Conexiones Troncal Central - Troncal Central del Norte              | 25+0000    | 33+0000  | 8,00         |
| 55NS09 | Ramal    | Cúcuta (Redoma El Salado) - La China                            | Conexión Colombia - Venezuela                                       | 0+0000     | 29+0660  | 29,66        |
| 55NSA  | Variante | Glorieta K8 - Redoma el Salado                                  | Alternas a la Troncal Central del Norte                             | 0+0000     | 18+0160  | 18,16        |
| 55ST02 | Ramal    | Málaga - Los Curos                                              | Conexiones Troncal Central - Troncal Central del Norte              | 0+0000     | 124+0000 | 124,00       |
| 55STA  | Variante | Variante de Concepción                                          | Troncal Central del Norte                                           | 0+0000     | 2+0215   | 2,22         |

- Total kilómetros a cargo de INVIAS: 573,65 km.
- Total Kilómetros en concesión por la ANI: 267,89 km.
- Total Kilómetros en concesión departamental: 9,20 km.
- Total tramos (incluido tramos alternos): 6
- Total pasos o variantes: 5
- Total ramales: 6
- Total subramales: 0
- Porcentaje de vía en Doble Calzada: 23%
  -  5501  Bogotá D.C. - Tunja: 116,16 km aprox.
  -  5502  Tunja - Duitama: 47,73 km aprox.
  -  5505  Los Patios - Cúcuta: 8,50 km aprox.
  -  55CNC  Variante de Tocancipá: 5,00 km aprox.
  -  55CND  Variante Briceño: 2,11 km aprox.
  -  55NSA  Glorieta K8 - Redoma el Salado: 18,16 km aprox.
- Porcentaje de Vía sin pavimentar: 4%
  -  5503  Duitama - La Palmera: 1,19 km aprox.
  -  55BY11  Santa Rosita - Onzaga: 32,00 km aprox.
  -  55NS09  Cúcuta (Redoma El Salado) - La China: 0,66 km aprox.

### Ruta eliminada o anterior[2]
| Código   | Tipo     | Recorrido                                            | Situación Actual                              |
| -------- | -------- | ---------------------------------------------------- | --------------------------------------------- |
| 55BY01   | Ramal    | Cruce ruta 55 - Ventaquemada - Turmequé - Tibaná     | - 55BY01 Carretera secundaria departamental   |
| 55BY02   | Ramal    | Tierra Negra (cruce ruta 55) - Aposentos             | - 55BY02 Carretera secundaria departamental   |
| 55BY03   | Ramal    | Cruce ruta 55 - Jenesano                             | - 55BY03 Carretera secundaria departamental   |
| 55BY04   | Ramal    | Puente Boyacá - Samacá - El Infierno (Cruce Ruta 58) | - 55BY04 Carretera secundaria departamental   |
| 55BY05   | Ramal    | El Mortiñal - Cómbita                                | - 55BY05 Carretera secundaria departamental   |
| 55BY06   | Ramal    | Ramal a Tuta                                         | - 55BY06 Carretera secundaria departamental   |
| 55BY07   | Ramal    | Ramal a Sotaquirá                                    | - 55BY07 Carretera secundaria departamental   |
| 55BY08   | Ramal    | Paipa - Termales - Pantano de Vargas - Firavitoba    | - 55BY08 Carretera secundaria departamental   |
| 55BY09   | Ramal    | Britalia - Pantano de Vargas                         | - 55BY09 Carretera secundaria departamental   |
| 55BY10   | Ramal    | Santa Rosa - Busbanzá - Corrales - Cruce Ruta 61     | - 55BY10 Carretera secundaria departamental   |
| 55BY12   | Ramal    | Soatá - La Uvita - Guacamayas - cruce ramal 55BY13   | - 55BY12 Carretera secundaria departamental   |
| 55BY13   | Ramal    | La Palmera - El Espino - El Cocuy                    | - 55BY13 Carretera secundaria departamental   |
| 55CN02   | Ramal    | Cruce Ruta 55 - Sesquilé - Guatavita                 | - 55CN02 Carretera secundaria departamental   |
| 55CN04   | Ramal    | Villapinzón - Umbita                                 | - 55CN04 Carretera secundaria departamental   |
| 55CN05   | Ramal    | Villapinzón - Turmequé                               | - 55CN05 Carretera secundaria departamental   |
| 55CN06   | Ramal    | Briceño - Sopó - El Salitre                          | - 55CN06 Carretera secundaria departamental   |
| 55CN07   | Ramal    | Cruce Ruta 55 (Sesquilé) - Cruce Ruta 55 (Chocontá)  | - 55CN11 Carretera secundaria departamental   |
| 55NS01   | Ramal    | Chitagá - Bábega                                     | - 55NS01 Carretera secundaria departamental   |
| 55NS02   | Ramal    | Ramal a Cácota                                       | - 55NS02 Carretera secundaria departamental   |
| 55ST01   | Ramal    | Peña Colorada - Enciso - Carcasí                     | - 55ST01 Carretera secundaria departamental   |
| 55BY13-1 | Subramal | El Espino - Chiscas - Las Mercedes                   | - 55BY13-1 Carretera secundaria departamental |
| 55BY13-2 | Subramal | Panqueba - Güicán - El Tabor                         | - 55BY13-2 Carretera secundaria departamental |

## Municipios
Las ciudades y municipios por los que recorre la ruta son los siguientes:
Convenciones:
- Fondo Azul : Recorrido actual.
- Fondo Gris : Recorrido anterior.
- Negrita: Cabecera municipal.
- Texto azul: Ríos.
- Texto verde: Parques nacionales.

| Tramo | Departamento       | Municipal             | Pr                                                | Sitio                                        | ID | Cruces y pasos                                                                              |  |
| ----- | ------------------ | --------------------- | ------------------------------------------------- | -------------------------------------------- | --- | ------------------------------------------------------------------------------------------- |  |
| 5501  | Bogotá, D. C.      | Usaquén               | 0+0000                                            | UPZ Paseo de los Libertadores                | | Calle 224 (Inicio Ruta Nacional 55)                                                         |  |
| 5501  | Bogotá, D. C.      | Usaquén               | 2+0700                                            | Vereda Torca                                 | | Límite departamental                                                                        |  |
| 5501  | Cundinamarca       | Chía                  | 2+0700                                            | Vereda Torca                                 | | Límite departamental                                                                        |  |
| 5501  | Cundinamarca       | Chía                  | 3+0921                                            | Fusca                                        | | Peaje Fusca                                                                                 |  |
| 5501  | Cundinamarca       | Chía                  | 6+0000                                            | La Caro                                      | | 45A04 Ruta a Chía                                                                           |  |
| 5501  | Cundinamarca       | Chía                  | 9+0500                                            | Sindamanoy                                   | | Acceso a Sindamanoy                                                                         |  |
| 5501  | Cundinamarca       | Chía                  | 10+0200                                           | Sindamanoy                                   | | Acceso a Sindamanoy                                                                         |  |
| 5501  | Cundinamarca       | Chía                  | 13+0000                                           | Canteras                                     | | Límite municipal                                                                            |  |
| 5501  | Cundinamarca       | Sopó                  | 13+0000                                           | Canteras                                     | | Límite municipal                                                                            |  |
| 5501  | Cundinamarca       | 14+0300               | Hato Grande                                       |                                              | Acceso a Cajicá |                                                                                             |  |
| 5501  | Cundinamarca       | 15+0800               | Clubes                                            |                                              | Acceso a Clubes de Golf |                                                                                             |  |
| 5501  | Cundinamarca       | 17+0000               | Parque Sopó                                       |                                              | Río Teusacá |                                                                                             |  |
| 5501  | Cundinamarca       | 18+0600               | Briceño                                           |                                              | 55CND Inicio Variante Briceño (PR 0+0000) |                                                                                             |  |
| 5501  | Cundinamarca       | 19+0500               | Briceño                                           |                                              | 50CN03 Ramal a Sopó |                                                                                             |  |
| 5501  | Cundinamarca       | 20+0000               | Parque Jaime Duque                                |                                              | 55CN01 Ramal a Zipaquirá |                                                                                             |  |
| 5501  | Cundinamarca       | Tocancipá             | 20+0800                                           | Briceño                                      | | 55CND Fin Variante Briceño (PR 2+0106)                                                      |  |
| 5501  | Cundinamarca       | Tocancipá             | 22+0200                                           | Dulcinea                                     | | Acceso al Autódromo de Tocancipá                                                            |  |
| 5501  | Cundinamarca       | Tocancipá             | 22+0200                                           | Dulcinea                                     | 50CNC Inicio Variante de Tocancipá (PR 0+0000) |                                                                                             |  |
| 5501  | Cundinamarca       | Tocancipá             | 25+0700                                           | Tocancipá                                    | |                                                                                             |  |
| 5501  | Cundinamarca       | Tocancipá             | 26+0000                                           | Tocancipá                                    | | 50CNC Fin Variante de Tocancipá (PR 5+0000)                                                 |  |
| 5501  | Cundinamarca       | Tocancipá             | 26+0300                                           | Vereda Esmeralda                             | | Acceso a Ecopetrol                                                                          |  |
| 5501  | Cundinamarca       | Tocancipá             | 27+0100                                           | Vereda Esmeralda                             | | Límite municipal                                                                            |  |
| 5501  | Cundinamarca       | Gachancipá            | 27+0100                                           | El Roble Sur                                 | | Límite municipal                                                                            |  |
| 5501  | Cundinamarca       | Gachancipá            | 30+0000                                           | Gachancipá                                   | | 50CN09-1 Acceso a El Porvenir                                                               |  |
| 5501  | Cundinamarca       | Gachancipá            | 34+0500                                           | Zona Franca de Gachancipá                    | | Límite municipal                                                                            |  |
| 5501  | Cundinamarca       | Sesquilé              | 34+0500                                           | Zona Franca de Gachancipá                    | | Límite municipal                                                                            |  |
| 5501  | Cundinamarca       | 36+0660               | El Roble                                          |                                              | Peaje El Roble |                                                                                             |  |
| 5501  | Cundinamarca       | 41+0130               | Carajillo                                         |                                              | |                                                                                             |  |
| 5501  | Cundinamarca       | 41+0800               | Carajillo                                         |                                              | Desagüe Embalse del Tominé |                                                                                             |  |
| 5501  | Cundinamarca       | 42+0000               | La Playa                                          |                                              | 45ACN01 Acceso a Suesca |                                                                                             |  |
| 5501  | Cundinamarca       | 42+0000               | La Playa                                          | 55CN02 Acceso a Sesquilé                     | |                                                                                             |  |
| 5501  | Cundinamarca       | 45+0300               |                                                   |                                              | Límite municipal |                                                                                             |  |
| 5501  | Cundinamarca       | 45+0300               | Suesca                                            |                                              | Límite municipal |                                                                                             |  |
| 5501  | Cundinamarca       | 47+0000               | Vuelta del Tigre                                  |                                              | 55CN10 Acceso a Tilaca |                                                                                             |  |
| 5501  | Cundinamarca       | 49+0000               | Alto del Sisga                                    |                                              | Límite municipal |                                                                                             |  |
| 5501  | Cundinamarca       | 49+0000               | Alto del Sisga                                    | Chocontá                                     | Límite municipal |                                                                                             |  |
| 5501  | Cundinamarca       | 51+0500               | Represa del Sisga                                 |                                              | Represa del Sisga |                                                                                             |  |
| 5501  | Cundinamarca       | 52+0700               | El Sisga                                          |                                              | 50CN03 Ramal a Brisas (Cruce Tramo 5607 ) |                                                                                             |  |
| 5501  | Cundinamarca       | 56+0400               | Vereda Saucio                                     |                                              | Acceso a Suesca |                                                                                             |  |
| 5501  | Cundinamarca       | 59+0500               | Chocontá                                          |                                              | 5607 Ruta a Machetá |                                                                                             |  |
| 5501  | Cundinamarca       | 60+0000               | Chocontá                                          |                                              | Acceso a El Crucero (Suesca) |                                                                                             |  |
| 5501  | Cundinamarca       | 68+0300               | Límite municipal                                  |                                              | Límite municipal |                                                                                             |  |
| 5501  | Cundinamarca       | 68+0300               | Límite municipal                                  | Villapinzón                                  | Límite municipal |                                                                                             |  |
| 5501  | Cundinamarca       | 71+0400               | Villapinzón                                       |                                              | |                                                                                             |  |
| 5501  | Cundinamarca       | 73+0600               | Villapinzón                                       |                                              | 55CN04 Acceso a Úmbita |                                                                                             |  |
| 5501  | Cundinamarca       | 73+0600               | Villapinzón                                       | 55CN05 Acceso a Turmequé                     | |                                                                                             |  |
| 5501  | Cundinamarca       | 76+0300               | Vereda El Salitre                                 |                                              | Cruce Ferrocarril Bogotá - Belencito |                                                                                             |  |
| 5501  | Cundinamarca       | 82+0252               | Vereda Llano Grande                               |                                              | Peaje Albarracín |                                                                                             |  |
| 5501  | Cundinamarca       | 83+0700               | Vereda El Carmen                                  |                                              | Límite departamental |                                                                                             |  |
| 5501  | Boyacá             | 83+0700               | Vereda El Carmen                                  | Ventaquemada                                 | Límite departamental |                                                                                             |  |
| 5501  | Boyacá             | 85+0700               | Cruce Boquerón                                    | Ventaquemada                                 | | D1586131 Acceso a El Páramo                                                                 |  |
| 5501  | Boyacá             | 90+0400               | Vereda Compromiso                                 | Ventaquemada                                 | | D1586101 Ramal a Ventaquemada                                                               |  |
| 5501  | Boyacá             | 91+1000               | Vereda Compromiso                                 | Ventaquemada                                 | | Cruce Ferrocarril Bogotá - Belencito                                                        |  |
| 5501  | Boyacá             | 93+0800               | Intersección Ventaquemada                         | Ventaquemada                                 | | 55BY01 Acceso a Ventaquemada y Turmequé                                                     |  |
| 5501  | Boyacá             | 100+0000              | Bogirque                                          | Ventaquemada                                 | | D1586119 Acceso a Puente de Boyacá (Sentido Oeste)                                          |  |
| 5501  | Boyacá             | 100+0000              | Bogirque                                          | Ventaquemada                                 | D1586111 Acceso a Richonteá (Sentido Este) |                                                                                             |  |
| 5501  | Boyacá             | 104+0000              | Tierranegra                                       | Ventaquemada                                 | | 55BY02 Acceso a Aposentos                                                                   |  |
| 5501  | Boyacá             | 104+0400              | Tierranegra                                       | Ventaquemada                                 | | 55BY03 Acceso a Jenesano                                                                    |  |
| 5501  | Boyacá             | 107+0500              | Puente de Boyacá                                  | Ventaquemada                                 | | D1586119 Acceso a Bogirque                                                                  |  |
| 5501  | Boyacá             | 108+0300              | Puente de Boyacá                                  | Ventaquemada                                 | | Río Teatinos                                                                                |  |
| 5501  | Boyacá             | 108+0300              | Puente de Boyacá                                  | Tunja                                        | | Río Teatinos                                                                                |  |
| 5501  | Boyacá             | 109+0100              | Puente de Boyacá                                  |                                              | 55BY04 Acceso a Samacá |                                                                                             |  |
| 5501  | Boyacá             | 114+0200              | Germania                                          |                                              | D1564613 Acceso a La Cascajeda (Cruce 55BY04 ) |                                                                                             |  |
| 5501  | Boyacá             | 114+0200              | Germania                                          | Cruce Ferrocarril Bogotá - Belencito         | |                                                                                             |  |
| 5501  | Boyacá             | 115+0400              | Germania                                          |                                              | D1500106 Acceso a Pijaos |                                                                                             |  |
| 5501  | Boyacá             | 117+0000              | Inicio Variante Tunja                             |                                              | 55BYA Inicio Variante Tunja (PR 0+0000) |                                                                                             |  |
| 5501  | Boyacá             | 120+0000              | Tunja                                             |                                              | Tunja (Fin Tramo 5501 ) |                                                                                             |  |
| 55BYA | Boyacá             | Tunja                 | 0+0000                                            | Inicio Variante Tunja                        | | 5501 Cruce Ruta 55                                                                          |  |
| 55BYA | Boyacá             | Tunja                 | 3+0400                                            | Intersección Páez                            | | 6009 Ruta a Soracá y Páez                                                                   |  |
| 55BYA | Boyacá             | Tunja                 | 5+0900                                            | La Y                                         | | 60BY15 Acceso a Tunja                                                                       |  |
| 55BYA | Boyacá             | Tunja                 | 5+0900                                            | La Y                                         | Avenida los Patriotas |                                                                                             |  |
| 55BYA | Boyacá             | Tunja                 | 7+0700                                            | Terminal de Transportes Tunja                | | 6102 Cruce antigua ruta Tunja-Chivatá                                                       |  |
| 55BYA | Boyacá             | Tunja                 | 12+0200                                           | Green Hills                                  | | Avenida Universitaria                                                                       |  |
| 55BYA | Boyacá             | Tunja                 | 13+0000                                           | Paque Automotor Industrial                   | | Acceso a Oicatá                                                                             |  |
| 55BYA | Boyacá             | Oicatá                | 13+0000                                           | Paque Automotor Industrial                   | | Acceso a Oicatá                                                                             |  |
| 55BYA | Boyacá             | 13+0300               | Río Jordán                                        |                                              | Río Jordán |                                                                                             |  |
| 55BYA | Boyacá             | 13+0300               | Río Jordán                                        | Cómbita                                      | | Cruce Ferrocarril Bogotá - Belencito                                                        |  |
| 55BYA | Boyacá             | 13+0400               | Río Jordán                                        | Cómbita                                      | | Carrera 2A Este                                                                             |  |
| 55BYA | Boyacá             | 13+0400               | Río Jordán                                        | Cómbita                                      | | Carrera 2A Este                                                                             |  |
| 55BYA | Boyacá             | 14+0500               | Cruce Ruta 55                                     | Cómbita                                      | | D1550016 Antigua Vïa Paipa Mortiñal                                                         |  |
| 55BYA | Boyacá             | 16+0300               | Fin Variante Tunja                                | Cómbita                                      | | 5502 Cruce Ruta 55 (PR 3+0500)                                                              |  |
| 5502  | Boyacá             | Tunja                 | 0+0000                                            | Tunja                                        | | Calle 70 (Inicio Tramo 5502 )                                                               |  |
| 5502  | Boyacá             | Tunja                 | 1+0000                                            | Jardines Redención                           | | Límite municipal                                                                            |  |
| 5502  | Boyacá             | Cómbita               | 1+0000                                            | Jardines Redención                           | | Límite municipal                                                                            |  |
| 5502  | Boyacá             | 3+0500                | Fin Variante Tunja                                |                                              | 55BYA Fin Variante Tunja (PR 16+300) |                                                                                             |  |
| 5502  | Boyacá             | 5+0700                | Cruce Ruta 55                                     |                                              | 55BY04 Acceso a Oicatá y Chivatá |                                                                                             |  |
| 5502  | Boyacá             | 6+0700                | El Mortiñal                                       |                                              | 55BY15 Acceso a Cómbita |                                                                                             |  |
| 5502  | Boyacá             | 10+0700               | Vereda la Concepción                              |                                              | 55BY05 Acceso a Cómbita (Costado Izquierdo) |                                                                                             |  |
| 5502  | Boyacá             | 10+0700               | Vereda la Concepción                              | 55BY16 Acceso a Oicatá (Costado derecho)     | |                                                                                             |  |
| 5502  | Boyacá             | 11+1055               | Buenos Aires                                      |                                              | Peaje Tuta |                                                                                             |  |
| 5502  | Boyacá             | 14+0400               | El Barne                                          |                                              | |                                                                                             |  |
| 5502  | Boyacá             | 15+0600               | Embalse La Playa                                  |                                              | Límite municipal |                                                                                             |  |
| 5502  | Boyacá             | 15+0600               | Embalse La Playa                                  | Tuta                                         | Límite municipal |                                                                                             |  |
| 5502  | Boyacá             | 17+0000               | Embalse La Playa                                  |                                              | D1520427 Acceso a Cómbita (Costado Izquierdo) |                                                                                             |  |
| 5502  | Boyacá             | 17+0000               | Embalse La Playa                                  | 55BY06 Acceso a Tuta (Costado derecho)       | |                                                                                             |  |
| 5502  | Boyacá             | 19+0400               | Río Piedras                                       |                                              | Río Tuta |                                                                                             |  |
| 5502  | Boyacá             | 19+0400               | Río Piedras                                       | Sotaquirá                                    | Río Tuta |                                                                                             |  |
| 5502  | Boyacá             | 19+0600               | Río Piedras                                       |                                              | D1576322 Acceso a La Rosita (Costado Izquierdo) |                                                                                             |  |
| 5502  | Boyacá             | 19+0600               | Río Piedras                                       | 55BY17 Acceso a Tuta (Costado derecho)       | |                                                                                             |  |
| 5502  | Boyacá             | 22+0300               | Sudedurgicas                                      |                                              | 55BY18 Acceso a Tuta |                                                                                             |  |
| 5502  | Boyacá             | 23+0500               | Cruce Ruta 55                                     |                                              | 55BY07 Acceso a Sotaquirá |                                                                                             |  |
| 5502  | Boyacá             | 25+0800               | Maguncia                                          |                                              | D1583715 Acceso a Tuta |                                                                                             |  |
| 5502  | Boyacá             | 29+0800               |                                                   |                                              | Límite municipal |                                                                                             |  |
| 5502  | Boyacá             | 29+0800               | Paipa                                             |                                              | Límite municipal |                                                                                             |  |
| 5502  | Boyacá             | 33+0000               | Termopaipa                                        |                                              | |                                                                                             |  |
| 5502  | Boyacá             | 34+0600               | Termopaipa                                        |                                              | D1576311 Acceso a Labania |                                                                                             |  |
| 5502  | Boyacá             | 35+0500               | Paipa                                             |                                              | 55BY08 Acceso a Termales y Pantano de Vargas |                                                                                             |  |
| 5502  | Boyacá             | 36+0400               | Paipa                                             |                                              | |                                                                                             |  |
| 5502  | Boyacá             | 38+0000               | Paipa                                             |                                              | D1551604 Acceso a Corinto |                                                                                             |  |
| 5502  | Boyacá             | 40+0300               | Monza                                             |                                              | D1551203 Acceso a Capilla Central |                                                                                             |  |
| 5502  | Boyacá             | 41+0400               | Río Surba                                         |                                              | Río Surba (Límite municipal) |                                                                                             |  |
| 5502  | Boyacá             | 41+0400               | Río Surba                                         | Duitama                                      | Río Surba (Límite municipal) |                                                                                             |  |
| 5502  | Boyacá             | 42+0100               | Surbatá                                           |                                              | 55BY20 Acceso a Caños Termales |                                                                                             |  |
| 5502  | Boyacá             | 42+0300               | Surbatá                                           |                                              | D1523810 Acceso a Puente La Balsa |                                                                                             |  |
| 5502  | Boyacá             | 43+0500               | Bonza                                             |                                              | 55BY21 Acceso a La Trinidad |                                                                                             |  |
| 5502  | Boyacá             | 46+0000               | Vereda Higueras                                   |                                              | 55BY09 Acceso a Pantano de Vargas |                                                                                             |  |
| 5502  | Boyacá             | 47+0730               | Duitama                                           |                                              | 6009 Cruce Ruta a Sogamoso (PR 0+0000) |                                                                                             |  |
| 5503  | Boyacá             | Duitama               | 0+0000                                            | Duitama                                      | | 6009 Cruce Ruta a Sogamoso (PR 1+0300)                                                      |  |
| 5503  | Boyacá             | Duitama               | 4+0000                                            | Duitama                                      | | D1523801 Acceso a La Laguna                                                                 |  |
| 5503  | Boyacá             | Duitama               | 6+0295                                            | Los Bahos                                    | | Río Chiticuy (Límite municipal)                                                             |  |
| 5503  | Boyacá             | Santa Rosa de Viterbo | 6+0295                                            | Los Bahos                                    | | Río Chiticuy (Límite municipal)                                                             |  |
| 5503  | Boyacá             | 7+0889                | Florida Central                                   |                                              | D1523814 Acceso a San Luis |                                                                                             |  |
| 5503  | Boyacá             | 7+0889                | Florida Central                                   | Río Chiticuy                                 | |                                                                                             |  |
| 5503  | Boyacá             | 9+0700                | Vereda Centro                                     |                                              | D1523801 Acceso a San Luis |                                                                                             |  |
| 5503  | Boyacá             | 11+0000               | Santa Rosa de VIterbo                             |                                              | |                                                                                             |  |
| 5503  | Boyacá             | 14+0300               | Vereda Quebrada Arriba                            |                                              | D1569303 Acceso a Portachuelo |                                                                                             |  |
| 5503  | Boyacá             | 16+0900               | Portachuelo                                       |                                              | D1569302 Acceso a La Mesa (Costado Izquierdo) |                                                                                             |  |
| 5503  | Boyacá             | 16+0900               | Portachuelo                                       | D1569301 Acceso a Torre TV (Costado derecho) | |                                                                                             |  |
| 5503  | Boyacá             | 17+0910               | Vereda Siraquita                                  |                                              | Límite municipal |                                                                                             |  |
| 5503  | Boyacá             | 17+0910               | Vereda Siraquita                                  | Cerinza                                      | Límite municipal |                                                                                             |  |
| 5503  | Boyacá             | 18+0600               | La Central                                        |                                              | D1516201 Acceso a Cerinza |                                                                                             |  |
| 5503  | Boyacá             | 22+0000               | Cerinza                                           |                                              | |                                                                                             |  |
| 5503  | Boyacá             | 24+0200               | San Victorino                                     |                                              | D1516201 Acceso a Belén |                                                                                             |  |
| 5503  | Boyacá             | 24+0400               | San Victorino                                     |                                              | D1569302 Acceso a La Laguna |                                                                                             |  |
| 5503  | Boyacá             | 24+0500               | San Victorino                                     |                                              | Límite municipal |                                                                                             |  |
| 5503  | Boyacá             | 24+0500               | San Victorino                                     | Belén                                        | Límite municipal |                                                                                             |  |
| 5503  | Boyacá             | 24+0690               | Vereda Donación                                   |                                              | Quebrada el Cajón |                                                                                             |  |
| 5503  | Boyacá             | 27+0000               | Belén                                             |                                              | |                                                                                             |  |
| 5503  | Boyacá             | 27+0600               | Belén                                             |                                              | 6404 Inicio Ruta a Sácama (PR 0+0000) |                                                                                             |  |
| 5503  | Boyacá             | 28+0545               | Río Salgueda                                      |                                              | Río Salgueda |                                                                                             |  |
| 5503  | Boyacá             | 33+0800               | El Manzano                                        |                                              | |                                                                                             |  |
| 5503  | Boyacá             | 35+0800               | Parque Natural Regional Pan de Azúcar El Consuelo |                                              | Acceso a Caracoles Bajo |                                                                                             |  |
| 5503  | Boyacá             | 39+0300               |                                                   |                                              | Acceso a Tuaré Alto |                                                                                             |  |
| 5503  | Boyacá             | 40+0700               | Canutos                                           |                                              | Acceso a Tierra Buena |                                                                                             |  |
| 5503  | Boyacá             | 41+0200               |                                                   |                                              | Acceso a El Tobal (Límite municipal) |                                                                                             |  |
| 5503  | Boyacá             | 41+0200               | Tutazá                                            |                                              | Acceso a El Tobal (Límite municipal) |                                                                                             |  |
| 5503  | Boyacá             | 45+0000               |                                                   |                                              | Acceso vías rurales |                                                                                             |  |
| 5503  | Boyacá             | 49+0600               | Páramo                                            |                                              | |                                                                                             |  |
| 5503  | Boyacá             | 57+0011               | Río Paragua                                       |                                              | Río Paragua (Límite municipal) |                                                                                             |  |
| 5503  | Boyacá             | 57+0011               | Río Paragua                                       | Sativanorte                                  | Río Paragua (Límite municipal) |                                                                                             |  |
| 5503  | Boyacá             | 59+0230               | Frailejonal                                       |                                              | |                                                                                             |  |
| 5503  | Boyacá             | 61+0227               | Vereda Tequita                                    |                                              | Río Paragua |                                                                                             |  |
| 5503  | Boyacá             | 65+0600               | Vereda Tequita                                    |                                              | Límite municipal |                                                                                             |  |
| 5503  | Boyacá             | 65+0600               | Vereda Tequita                                    | Susacón                                      | Límite municipal |                                                                                             |  |
| 5503  | Boyacá             | 68+0300               | Santa Rosita                                      |                                              | 55BY11 Ramal a Onzaga (Cruce Tramo 6403 en PR 32+0000) |                                                                                             |  |
| 5503  | Boyacá             | 77+0304               | Árbol Sólo                                        |                                              | 55BY24 Acceso a Sativanorte, Sativasur y Paz del Río |                                                                                             |  |
| 5503  | Boyacá             | 83+0400               | Bogonta                                           |                                              | 55BY25-1 Acceso a Siapora |                                                                                             |  |
| 5503  | Boyacá             | 85+0200               | Susacón                                           |                                              | Acceso a casco urbano |                                                                                             |  |
| 5503  | Boyacá             | 93+0100               |                                                   |                                              | Límite municipal |                                                                                             |  |
| 5503  | Boyacá             | 93+0100               | Soatá                                             |                                              | Límite municipal |                                                                                             |  |
| 5503  | Boyacá             | 100+0000              | Vereda primavera                                  |                                              | |                                                                                             |  |
| 5503  | Boyacá             | 103+0600              | Soatá                                             |                                              | |                                                                                             |  |
| 5503  | Boyacá             | 109+0650              | Vereda Santa Rita                                 |                                              | |                                                                                             |  |
| 5503  | Boyacá             | 110+0900              | Vereda Santa Rita                                 |                                              | Límite municipal |                                                                                             |  |
| 5503  | Boyacá             | 110+0900              | Vereda Santa Rita                                 | Tipacoque                                    | Límite municipal |                                                                                             |  |
| 5503  | Boyacá             | 112+0100              |                                                   |                                              | Vía a La Playa |                                                                                             |  |
| 5503  | Boyacá             | 116+0550              | Caña Brava                                        |                                              | D1581001 Acceso Vereda La Calera |                                                                                             |  |
| 5503  | Boyacá             | 117+0260              | Tipacoque                                         |                                              | Quebrada Aguablanca |                                                                                             |  |
| 5503  | Boyacá             | 117+0700              | Tipacoque                                         |                                              | |                                                                                             |  |
| 5503  | Boyacá             | 121+0800              | Central Capitanejo                                |                                              | D1581002 Acceso El Pozo |                                                                                             |  |
| 5503  | Boyacá             | 128+0487              |                                                   |                                              | Límite municipal |                                                                                             |  |
| 5503  | Boyacá             | 128+0487              | Covarachía                                        |                                              | Límite municipal |                                                                                             |  |
| 5503  | Boyacá             | 133+0900              | La Palmera                                        |                                              | 55BY26 Acceso a Covarachía |                                                                                             |  |
| 5503  | Boyacá             | 134+0121              | La Palmera                                        |                                              | Quebrada Chicamocha (Límite departamental) |                                                                                             |  |
| 5503  | Santander          | 134+0121              | La Palmera                                        | Capitanejo                                   | Quebrada Chicamocha (Límite departamental) |                                                                                             |  |
| 5503  | Santander          | 134+0193              | La Palmera                                        | Capitanejo                                   | |                                                                                             |  |
| 5504  | Santander          | 0+0000                | La Palmera                                        | Capitanejo                                   | |                                                                                             |  |
| 5504  | Santander          | 1+0600                | Capitanejo                                        | Capitanejo                                   | |                                                                                             |  |
| 5504  | Santander          | 5+0190                | Montecillo                                        | Capitanejo                                   | | D1521805 Acceso a Covarachía                                                                |  |
| 5504  | Santander          | 10+0741               | Solón Wilches                                     | Capitanejo                                   | | Río Tunebo (Límite municipal)                                                               |  |
| 5504  | Santander          | 10+0741               | Solón Wilches                                     | Enciso                                       | | Río Tunebo (Límite municipal)                                                               |  |
| 5504  | Santander          | 16+0594               | El Mango                                          |                                              | |                                                                                             |  |
| 5504  | Santander          | 19+0600               | Peña Colorada                                     |                                              | Quebrada Insula |                                                                                             |  |
| 5504  | Santander          | 19+0690               | Peña Colorada                                     |                                              | 55ST01 Acceso a Enciso |                                                                                             |  |
| 5504  | Santander          | 19+0775               | Peña Colorada                                     |                                              | Río Servitá (Límite municipal) |                                                                                             |  |
| 5504  | Santander          | 19+0775               | Peña Colorada                                     | San José de Miranda                          | Río Servitá (Límite municipal) |                                                                                             |  |
| 5504  | Santander          | 29+0000               | San José de Miranda                               |                                              | |                                                                                             |  |
| 5504  | Santander          | 29+0500               | San José de Miranda                               |                                              | 55ST04 Acceso a Molagavita |                                                                                             |  |
| 5504  | Santander          | 30+0100               | La Virgen                                         |                                              | |                                                                                             |  |
| 5504  | Santander          | 32+0500               | Vereda Tequia                                     |                                              | Límite municipal |                                                                                             |  |
| 5504  | Santander          | 32+0500               | Vereda Tequia                                     | Málaga                                       | Límite municipal |                                                                                             |  |
| 5504  | Santander          | 35+0000               | Málaga                                            |                                              | |                                                                                             |  |
| 5504  | Santander          | 35+0400               | Málaga                                            |                                              | 55ST02 Inicio Ramal (PR 0+0000) con pasos por: San Andrés (PR 50+0000); Guaca (PR 62+0500); El Tope (PR 95+0300); Los Curos (PR 124+000 con cruce ramal 45A07 ) |                                                                                             |  |
| 5504  | Santander          | 38+0580               |                                                   |                                              | Quebrada Grande |                                                                                             |  |
| 5504  | Santander          | 42+0980               | Término                                           |                                              | Quebrada Término (Límite municipal) |                                                                                             |  |
| 5504  | Santander          | 42+0980               | Término                                           | Concepción                                   | Quebrada Término (Límite municipal) |                                                                                             |  |
| 5504  | Santander          | 46+0600               | Concepción                                        |                                              | 55STA Inicio Variante Concepción (PR 0+0000) |                                                                                             |  |
| 5504  | Santander          | 47+0500               | Concepción                                        |                                              | |                                                                                             |  |
| 5504  | Santander          | 49+0200               | Concepción                                        |                                              | 55STA Fin Variante Concepción (PR 2+0215) |                                                                                             |  |
| 5504  | Santander          | 49+0270               | Manaria                                           |                                              | Quebrada Manaria |                                                                                             |  |
| 5504  | Santander          | 52+0100               | El Volador                                        |                                              | Límite municipal |                                                                                             |  |
| 5504  | Santander          | 52+0100               | El Volador                                        | Cerrito                                      | Límite municipal |                                                                                             |  |
| 5504  | Santander          | 54+1100               | Servitá                                           |                                              | Acceso caserío Servitá |                                                                                             |  |
| 5504  | Santander          | 57+0200               | Cerrito                                           |                                              | |                                                                                             |  |
| 5504  | Santander          | 57+0760               | Cerrito                                           |                                              | Río Servitá |                                                                                             |  |
| 5504  | Santander          | 72+0150               | Peralonso                                         |                                              | 55ST06 Acceso a Culo de Toros y Límites Boyacá |                                                                                             |  |
| 5504  | Santander          | 78+0700               | Siberia                                           |                                              | Acceso Páramo |                                                                                             |  |
| 5504  | Santander          | 82+0000               |                                                   |                                              | |                                                                                             |  |
| 5504  | Santander          | 91+0000               | Monumento Carretera Central de Norte              |                                              | |                                                                                             |  |
| 5504  | Santander          | 94+0800               | Romerito                                          |                                              | Acceso Minas (Páramo del Almorzadero) |                                                                                             |  |
| 5504  | Santander          | 99+0668               | Las Nieves                                        |                                              | Quebrada Las Nieves |                                                                                             |  |
| 5504  | Santander          | 100+0650              | Camagueta                                         |                                              | Límite departamental |                                                                                             |  |
| 5504  | Norte de Santander | 100+0650              | Camagueta                                         | Chitagá                                      | Límite departamental |                                                                                             |  |
| 5504  | Norte de Santander | 102+0210              | Presidente                                        | Chitagá                                      | |                                                                                             |  |
| 5505  | Norte de Santander | 0+0000                | Presidente                                        | Chitagá                                      | |                                                                                             |  |
| 5505  | Norte de Santander | 1+0800                |                                                   | Chitagá                                      | | Acceso rural                                                                                |  |
| 5505  | Norte de Santander | 14+0315               | La Samaria                                        | Chitagá                                      | | Río Chitagá                                                                                 |  |
| 5505  | Norte de Santander | 22+0500               | Chitagá                                           | Chitagá                                      | |                                                                                             |  |
| 5505  | Norte de Santander | 25+0437               | Vereda Siaga                                      | Chitagá                                      | | Quebrada Siaga                                                                              |  |
| 5505  | Norte de Santander | 26+0834               | Vereda Siaga                                      | Chitagá                                      | | Acceso rural                                                                                |  |
| 5505  | Norte de Santander | 27+0700               | Vereda Llano Grande                               | Chitagá                                      | |                                                                                             |  |
| 5505  | Norte de Santander | 30+0569               | Vereda Llano Grande                               | Chitagá                                      | |                                                                                             |  |
| 5505  | Norte de Santander | 32+0977               | López                                             | Chitagá                                      | | Río Chitagá (Límite municipal)                                                              |  |
| 5505  | Norte de Santander | 32+0977               | López                                             | Cácota                                       | | Río Chitagá (Límite municipal)                                                              |  |
| 5505  | Norte de Santander | 35+0000               | Icota                                             |                                              | |                                                                                             |  |
| 5505  | Norte de Santander | 40+0626               | Escalones                                         |                                              | Quebrada Icota |                                                                                             |  |
| 5505  | Norte de Santander | 42+0400               | Ramal Cácota                                      |                                              | 55NS02 Acceso a Cácota |                                                                                             |  |
| 5505  | Norte de Santander | 49+0000               | Vereda Llanitos                                   |                                              | Acceso rural |                                                                                             |  |
| 5505  | Norte de Santander | 57+0500               | Vereda Santa Matilde                              |                                              | Acceso a Piedadcruz |                                                                                             |  |
| 5505  | Norte de Santander | 59+0000               | La Lejía                                          |                                              | 6604 Cruce Inicio Ruta a Saravena (PR 0+0000) |                                                                                             |  |
| 5505  | Norte de Santander | 59+0000               | La Lejía                                          | Pamplona                                     | 6604 Cruce Inicio Ruta a Saravena (PR 0+0000) |                                                                                             |  |
| 5505  | Norte de Santander | 59+0100               | La Lejía                                          |                                              | Acceso rural |                                                                                             |  |
| 5505  | Norte de Santander | 63+0600               | Zipacha                                           |                                              | Acceso rural |                                                                                             |  |
| 5505  | Norte de Santander | 68+0500               | Pamplona                                          |                                              | Inicio Concesión Pamplona – Cúcuta |                                                                                             |  |
| 5505  | Norte de Santander | 71+0200               | La Planta                                         |                                              | Cruce Variante Pamplona (En construcción) |                                                                                             |  |
| 5505  | Norte de Santander | 71+0850               | La Planta                                         |                                              | Río Pamplonita |                                                                                             |  |
| 5505  | Norte de Santander | 76+0500               | Los Andes                                         |                                              | Acceso rural |                                                                                             |  |
| 5505  | Norte de Santander | 77+0900               |                                                   |                                              | Límite municipal |                                                                                             |  |
| 5505  | Norte de Santander | Pamplonita            | 77+0900                                           |                                              | Límite municipal |                                                                                             |  |
| 5505  | Norte de Santander | Pamplonita            | 80+0800                                           | Ramal Pamplonita                             | | 55NS03 Acceso a Pamplonita                                                                  |  |
| 5505  | Norte de Santander | Pamplonita            | 94+0300                                           | Vereda El Diamante                           | | 58NT01 Acceso a Matagira                                                                    |  |
| 5505  | Norte de Santander | Pamplonita            | 97+0100                                           | El Diamante                                  | | 55NS04 Acceso a Chinácota                                                                   |  |
| 5505  | Norte de Santander | Pamplonita            | 97+0200                                           | El Diamante                                  | | Acceso rural (Límite municipal)                                                             |  |
| 5505  | Norte de Santander | Chinácota             | 97+0200                                           | El Diamante                                  | | Acceso rural (Límite municipal)                                                             |  |
| 5505  | Norte de Santander | 99+0300               | Cordillera Country Club                           |                                              | Acceso a Bochalema |                                                                                             |  |
| 5505  | Norte de Santander | 103+0300              | Ramal Bochalema                                   |                                              | 55NS05 Acceso a Bochalema |                                                                                             |  |
| 5505  | Norte de Santander | 113+0200              | La Donjuana                                       |                                              | Acceso a La Donjuana |                                                                                             |  |
| 5505  | Norte de Santander | 114+0000              | La Donjuana                                       |                                              | Quebrada Iscalá |                                                                                             |  |
| 5505  | Norte de Santander | 114+0100              | La Donjuana                                       |                                              | 55NS07 Acceso a Chinácota, Ragonvalia y Herrán |                                                                                             |  |
| 5505  | Norte de Santander | 116+0000              | Quebrada La Honda                                 |                                              | Quebrada La Honda (Límite municipal) |                                                                                             |  |
| 5505  | Norte de Santander | 116+0000              | Quebrada La Honda                                 | Los Patios                                   | Quebrada La Honda (Límite municipal) |                                                                                             |  |
| 5505  | Norte de Santander | 119+0693              | Los Acacios                                       |                                              | Peaje Los Acacios |                                                                                             |  |
| 5505  | Norte de Santander | 124+0000              | La Garita                                         |                                              | |                                                                                             |  |
| 5505  | Norte de Santander | 128+0000              | Los Vados                                         |                                              | |                                                                                             |  |
| 5505  | Norte de Santander | 132+0207              | Los Patios                                        |                                              | Quebrada Pisareal |                                                                                             |  |
| 5505  | Norte de Santander | 134+0200              | Los Patios                                        |                                              | 5505B Inicio Tramo alterno (PR 0+0000) Cricunvalar a Cúcuta con cruces Tramo 7009 (PR 13+0400) y Fin en cruce tramo 5507 (PR 21+0200)                           |                                                                                             |  |
| 5505  | Norte de Santander | 134+0200              | Los Patios                                        | Incio Variante 55NSA (PR 0+0000)             | |                                                                                             |  |
| 5505  | Norte de Santander | 140+0000              | Los Patios                                        |                                              | |                                                                                             |  |
| 5505  | Norte de Santander | Cúcuta                | Cúcuta                                            |                                              | Fin Tramo 5505 |                                                                                             |  |
| 55NSA | Norte de Santander | Los Patios            | 0+0000                                            | Los Patios                                   | | 5505 Cruce Ruta 55 (PR 134+0200)                                                            |  |
| 55NSA | Norte de Santander | Los Patios            | 2+0400                                            | Los Patios                                   | | 55NS07 Acceso a Villa del Rosario                                                           |  |
| 55NSA | Norte de Santander | Los Patios            | 3+0200                                            | Los Patios                                   | | 70NS12 Acceso a Cúcuta                                                                      |  |
| 55NSA | Norte de Santander | Los Patios            | 5+0000                                            | Los Patios                                   | | Límite municipal                                                                            |  |
| 55NSA | Norte de Santander | Villa del Rosario     | 5+0000                                            | Villa del Rosario                            | | Límite municipal                                                                            |  |
| 55NSA | Norte de Santander | Villa del Rosario     | 6+0400                                            | Villa del Rosario                            | | 5505 Cruce Ruta 70 (PR 2+0492) Hacia Villa del Rosario y Puente Internacional Simón Bolívar |  |
| 55NSA | Norte de Santander | Villa del Rosario     | 9+0000                                            | El Cuji                                      | | 70NS06 Cruce antiguo Tramo Bocono (Cúcuta) - Rumichaca (Villa del Rosario)                  |  |
| 55NSA | Norte de Santander | Villa del Rosario     | 9+0200                                            | El Cuji                                      | | 70NS06-1 Acceso a Puente Internacional Tienditas (PR 0+0000)                                |  |
| 55NSA | Norte de Santander | Villa del Rosario     | 11+0300                                           | Bocono                                       | | 70NS06 Acceso a Rumichaca (Villa del Rosario) (Límite municipal)                            |  |
| 55NSA | Norte de Santander | Cúcuta                | 11+0300                                           | Bocono                                       | | 70NS06 Acceso a Rumichaca (Villa del Rosario) (Límite municipal)                            |  |
| 55NSA | Norte de Santander | 13+0700               | La Alameda                                        |                                              | Avenida 4 Acceso a Puente Internacional Francisco de Paula Santander                                                                                            |                                                                                             |  |
| 55NSA | Norte de Santander | 16+0058               | García Herreros                                   |                                              | Río Pamplonita |                                                                                             |  |
| 55NSA | Norte de Santander | 16+0300               | García Herreros                                   |                                              | Avenida del Río Cruce |                                                                                             |  |
| 55NSA | Norte de Santander | 18+0160               | Redoma El Salado                                  |                                              | 55NS09 Ramal a La China (Cúcuta) con pasos por: Paso Dos Ríos (PR 16+0122), San Faustino (19+0107), La China (29+0660)                                          |                                                                                             |  |
| 55NSA | Norte de Santander | 18+0160               | Redoma El Salado                                  | 5507 Cruce Tramo Ruta 55 (PR 0+0000)         | |                                                                                             |  |
| 5507  | Norte de Santander | 0+0000                | Redoma El Salado                                  | 55NSA Cruce Variante (PR 18+0160)            | |                                                                                             |  |
| 5507  | Norte de Santander | 1+0800                | Los Peracos                                       |                                              | 5505B Cruce Fin Taamo alterno circunvalar a Cúcuta (PR 21+0200)                                                                                                 |                                                                                             |  |
| 5507  | Norte de Santander | 5+0880                | Patillales                                        |                                              | Quebrada Patillales |                                                                                             |  |
| 5507  | Norte de Santander | 6+0326                | Patillales                                        |                                              | Caserío Patillales |                                                                                             |  |
| 5507  | Norte de Santander | 7+0800                | Las Queseras                                      |                                              | Quebrada Las Queseras |                                                                                             |  |
| 5507  | Norte de Santander | 13+0772               | Agua Blanca                                       |                                              | Quebrada Agua Blanca |                                                                                             |  |
| 5507  | Norte de Santander | 17+0100               | Oripaya                                           |                                              | |                                                                                             |  |
| 5507  | Norte de Santander | 24+0334               | Puerto Nuevo                                      |                                              | |                                                                                             |  |
| 5507  | Norte de Santander | 28+0000               | Puerto Lleras                                     |                                              | |                                                                                             |  |
| 5507  | Norte de Santander | 28+0800               | Buenavista                                        |                                              | Acceso a La Floresta Camilo Torres |                                                                                             |  |
| 5507  | Norte de Santander | 30+0700               | Buenavista                                        |                                              | Acceso vías rurales |                                                                                             |  |
| 5507  | Norte de Santander | 36+0000               | La Jarra                                          |                                              | |                                                                                             |  |
| 5507  | Norte de Santander | 38+0524               | Agua Clara                                        |                                              | Acceso vías rurales |                                                                                             |  |
| 5507  | Norte de Santander | 46+0700               | Vereda Sector Norte                               |                                              | Acceso a Puerto Villamizar |                                                                                             |  |
| 5507  | Norte de Santander | 47+0697               | Río Pamplonita                                    |                                              | Río Pamplonita (Límite municipal) |                                                                                             |  |
| 5507  | Norte de Santander | 47+0697               | Río Pamplonita                                    | Puerto Santander                             | Río Pamplonita (Límite municipal) |                                                                                             |  |
| 5507  | Norte de Santander | 50+0400               | El Porvenir                                       |                                              | 70NS10 Acceso a Puerto León y Astilleros |                                                                                             |  |
| 5507  | Norte de Santander | 53+0000               | Puerto Santander                                  |                                              | |                                                                                             |  |
| 5507  | Norte de Santander | 53+0758               | Puente Internacional Pedro de Hevia               |                                              | Río Zulia (Límite Internacional) |                                                                                             |  |
| 5507  | Táchira            | 53+0758               | Puente Internacional Pedro de Hevia               | García de Hevia                              | Río Zulia (Límite Internacional) |                                                                                             |  |

## Concesiones y proyectos
Actualmente la ruta posee los siguientes sectores en Concesión:

### Concesiones y proyectos actuales
| Código | Sector                                               | Tipo                    | Cód. proyecto | Nombre Proyecto             | Concesionaria                                                      | Unidad Funcional                                               | Etapa        | PR Inicial | PR Final | Longitud km. |
| ------ | ---------------------------------------------------- | ----------------------- | ------------- | --------------------------- | ------------------------------------------------------------------ | -------------------------------------------------------------- | ------------ | ---------- | -------- | ------------ |
| 5501   | Bogotá D.C. - La Caro - Sopó                         | Concesión ANI           | 4G033         | IP - Accesos Norte a Bogotá | Accesos Norte de Bogotá S.A.S.                                     | UF 1; UF 4                                                     | Construcción | 0+0000     | 20+0800  | 20,80        |
| 55CND  | Variante Briceño                                     | Concesión ANI           | 4G033         | IP - Accesos Norte a Bogotá | Accesos Norte de Bogotá S.A.S.                                     | UF 4                                                           | Construcción | 0+0000     | 2+0106   | 2,11         |
| 5501   | Briceño - Inicio Variante de Tocancipá               | Concesión ANI           | 3G001         | Briceño - Tunja - Sogamoso  | CSS Constructores S.A.                                             | UF 1                                                           | Operación    | 20+0800    | 22+0200  | 1,40         |
| 55CN01 | Briceño - Zipaquirá                                  | Concesión departamental | NA            | Briceño - Zipaquirá         | Instituto de Infratestructura y Concesiones de Cundinamarca - ICCU | NA                                                             | Operación    | 0+0000     | 9+0200   | 9,20         |
| 55CNC  | Variante de Tocancipá                                | Concesión ANI           | 3G001         | Briceño - Tunja - Sogamoso  | CSS Constructores S.A.                                             | UF 3                                                           | Operación    | 0+0000     | 5+0000   | 5,00         |
| 55CN03 | Cruce Ruta 55 (Desviación del Sisga) - Cruce Ruta 56 | Concesión ANI           | 4G019         | Transversal del Sisga       | Concesión Del Sisga S.A.S.                                         | UF 1                                                           | Construcción | 0+0000     | 6+0194   | 6,19         |
| 5501   | Fin Variante de Tocancipá - Tunja                    | Concesión ANI           | 3G001         | Briceño - Tunja - Sogamoso  | CSS Constructores S.A.                                             | UF 2; UF 3A; UF 4; UF 5; UF 6; UF 7; UF 8; UF 9; UF 10; UF 10B | Operación    | 26+0000    | 120+0000 | 94,00        |
| 55BYA  | Variante de Tunja                                    | Concesión ANI           | 3G001         | Briceño - Tunja - Sogamoso  | CSS Constructores S.A.                                             | UF 12                                                          | Operación    | 0+0000     | 16+0300  | 16,30        |
| 5502   | Tunja - Duitama                                      | Concesión ANI           | 3G001         | Briceño - Tunja - Sogamoso  | CSS Constructores S.A.                                             | UF 13; UF 13B; UF 14; UF 15                                    | Operación    | 0+0000     | 47+0730  | 47,73        |
| 55ST02 | Málaga - Los Curos                                   | Proyecto INVIAS         | VE006         | Curos - Málaga              | CONSORCIO VIAS DE COLOMBIA                                         | NA                                                             | Construcción | NA         | NA       | 195,00       |
| 5505   | Pamplona - Los Patios                                | Concesión ANI           | 4G031         | Pamplona - Cúcuta           | Unión Vial Río Pamplonita S.A.S.                                   | UF 2; UF 3; UF 4; UF 5; UF 6                                   | Construcción | 68+0500    | 131+0500 | 63,00        |

### Concesiones y proyectos anteriores
| Código | Sector                               | Tipo            | Cód. proyecto | Nombre Proyecto                                  | Concesionaria                           | Unidad Funcional | Etapa      | PR Inicial | PR Final | Longitud km. |
| ------ | ------------------------------------ | --------------- | ------------- | ------------------------------------------------ | --------------------------------------- | ---------------- | ---------- | ---------- | -------- | ------------ |
| 5501   | Bogotá D.C. - La Caro - Sopó         | Concesión ANI   | 1G006         | Desarrollo Vial del Norte de Bogotá - DEVINORTE  | U.T Desarrollo Vial Del Norte De Bogotá | Tramo 1          | Finalizado | 0+0000     | 20+0800  | 20,80        |
| 55CND  | Variante Briceño                     | Concesión ANI   | 1G006         | Desarrollo Vial del Norte de Bogotá - DEVINORTE  | U.T Desarrollo Vial Del Norte De Bogotá | Tramo 1          | Finalizado | 0+0000     | 2+0106   | 2,11         |
| 5504   | La Palmera - Concepción              | Proyecto INVIAS | VE024         | Troncal central del Norte (Duitama - Presidente) | CONSORCIO SANTA ANA                     | NA               | Finalizado | NA         | NA       | 7,00         |
| 5505   | Los Patios - Cúcuta                  | Concesión ANI   | 3G007         | Área Metropolitana de Cúcuta                     | Concesionaria San Simón                 | Tramo 14         | Finalizado | 131+0500   | 140+0000 | 8,50         |
| 5505B  | Anillo Vial Occidental de Cúcuta     | Concesión ANI   | 3G007         | Área Metropolitana de Cúcuta                     | Concesionaria San Simón                 | Tramo 8          | Finalizado | 0+0000     | 2+0900   | 2,90         |
| 5507   | Redoma del Salado - Puerto Terrestre | Concesión ANI   | 3G007         | Área Metropolitana de Cúcuta                     | Concesionaria San Simón                 | Tramo 5          | Finalizado | 0+0000     | 2+0900   | 2,90         |

### Concesiones y proyectos futuros
| Código | Sector                  | Tipo          | Cód. proyecto | Nombre Proyecto    | Concesionaria | Unidad Funcional | Etapa          | PR Inicial | PR Final | Longitud km. |
| ------ | ----------------------- | ------------- | ------------- | ------------------ | ------------- | ---------------- | -------------- | ---------- | -------- | ------------ |
| 5503   | Duitama - La Palmera    | Concesión ANI | 5G020         | Duitama - Pamplona | NA            | NA               | Estructuración | 0+0000     | 134+0193 | 134,19       |
| 5504   | La Palmera - Presidente | Concesión ANI | 5G020         | Duitama - Pamplona | NA            | NA               | Estructuración | 0+0000     | 102+0210 | 102,21       |
| 5505   | Presidente - Pamplona   | Concesión ANI | 5G020         | Duitama - Pamplona | NA            | NA               | Estructuración | 0+0000     | 68+0500  | 68,50        |